# Mamadou Diop (basket-ball)
Pour les articles homonymes, voir Mamadou Diop.
Mamadou Diop, né le 14 février 1993, à Guédiawaye, au Sénégal, est un joueur sénégalais naturalisé espagnol, de basket-ball. Il évolue aux postes d'ailier et d'ailier fort.

## Biographie
Son frère Ilimane est également basketteur.